# Ultra Beatdown
Ultra Beatdown är det fjärde studioalbumet från power metal-bandet DragonForce. Albumet släpptes den 20 augusti 2008 i Japan genom JVC och den 26 augusti 2008 i resten av världen genom Roadrunner Records och Universal Music. Det är det första studioalbumet där Frédéric Leclercq är med och spelar bas. Den 4 juli släpptes den första singeln från albumet, "Heroes of Our Time", på bandets Myspacesida. Den 8 juli släpptes även videon till "Heroes of Our Time" på Myspace.

## Ljud
- Det kommer inte att vara helt olikt. Men förhoppningsvis kommer melodierna att vara snällare, gitarrsolona kommer att bli bättre, produktionen kommer att vara bättre. Man försöker förbättra i varje del. - Sam Totman[1]
- Det är inte mycket ändringar, men de finns där ändå. De senaste tre albumen har varit mycket gitarrorienterade, och denna platta kommer troligen att vara det också, men jag vill försöka färga sången lite extra. - ZP Theart[1]
- Band säger alltid "Vårt senaste album är snabbare och tyngre", och det är aldrig sant, så vi kommer inte att säga det. Men att spela snabbt funkar för oss. Folk som säger att vi spelar för snabbt har troligen rätt, men vet du vad? Där är en miljon andra band som spelar sakta. Folk lyssnar på Dragonforce och går på konserten för att de vet att vi gör något andra band inte gör. - Herman Li[1]

## Låtlista
1. "Heroes of Our Time" - 7:14
2. "The Fire Still Burns" - 7:50
3. "Reasons To Live" - 6:26
4. "Heartbreak Armageddon" - 7:41
5. "The Last Journey Home" - 8:12
6. "A Flame for Freedom" - 5:20
7. "Inside the Winter Storm" - 8:12
8. "The Warrior Inside" - 7:15
9. "Strike of the Ninja" - 3:18
10. "Scars of Yesterday" - 7:49
11. "E.P.M" - 7:25 (Japanskt bonusspår)

## DVD
1. "The Making of the E-Gen Guitar"
2. "The Making of Ultra Beatdown"
3. "Signature Ibanez Guitar"